# كام فا
كام فا (بالفيتنامية:Cẩm Phả)، هي مدينة فيتنامية والتي تتبع محافظة محافظة كوانغ ننه، يبلغ عدد سكانها نحو 203٬435 نسمة.

## المناخ
يظهر الجدول التالي التغييرات المناخية على مدار السنة لكام فا:
| البيانات المناخية لـكام فا                                    | البيانات المناخية لـكام فا | البيانات المناخية لـكام فا | البيانات المناخية لـكام فا | البيانات المناخية لـكام فا | البيانات المناخية لـكام فا | البيانات المناخية لـكام فا | البيانات المناخية لـكام فا | البيانات المناخية لـكام فا | البيانات المناخية لـكام فا | البيانات المناخية لـكام فا | البيانات المناخية لـكام فا | البيانات المناخية لـكام فا | البيانات المناخية لـكام فا |
| الشهر                                                         | يناير                      | فبراير                     | مارس                       | أبريل                      | مايو                       | يونيو                      | يوليو                      | أغسطس                      | سبتمبر                     | أكتوبر                     | نوفمبر                     | ديسمبر                     | المعدل السنوي              |
| ------------------------------------------------------------- | -------------------------- | -------------------------- | -------------------------- | -------------------------- | -------------------------- | -------------------------- | -------------------------- | -------------------------- | -------------------------- | -------------------------- | -------------------------- | -------------------------- | -------------------------- |
| الدرجة القصوى °م (°ف)                                         | 28.7 (83.7)                | 29.8 (85.6)                | 33.5 (92.3)                | 33.6 (92.5)                | 35.6 (96.1)                | 37.4 (99.3)                | 38.8 (101.8)               | 36.8 (98.2)                | 35.8 (96.4)                | 34.1 (93.4)                | 32.3 (90.1)                | 29.6 (85.3)                | 38.8 (101.8)               |
| متوسط درجة الحرارة الكبرى °م (°ف)                             | 18.7 (65.7)                | 18.8 (65.8)                | 21.6 (70.9)                | 26.0 (78.8)                | 30.4 (86.7)                | 31.7 (89.1)                | 32.0 (89.6)                | 31.5 (88.7)                | 30.7 (87.3)                | 28.2 (82.8)                | 24.8 (76.6)                | 21.3 (70.3)                | 26.3 (79.3)                |
| المتوسط اليومي °م (°ف)                                        | 15.4 (59.7)                | 15.9 (60.6)                | 18.8 (65.8)                | 22.8 (73.0)                | 26.6 (79.9)                | 28.1 (82.6)                | 28.5 (83.3)                | 27.8 (82.0)                | 26.8 (80.2)                | 24.3 (75.7)                | 20.7 (69.3)                | 17.2 (63.0)                | 22.8 (73.0)                |
| متوسط درجة الحرارة الصغرى °م (°ف)                             | 13.3 (55.9)                | 14.1 (57.4)                | 16.8 (62.2)                | 20.7 (69.3)                | 24.0 (75.2)                | 25.5 (77.9)                | 25.8 (78.4)                | 25.0 (77.0)                | 23.9 (75.0)                | 21.5 (70.7)                | 18.0 (64.4)                | 14.6 (58.3)                | 20.3 (68.5)                |
| أدنى درجة حرارة °م (°ف)                                       | 4.6 (40.3)                 | 4.7 (40.5)                 | 6.0 (42.8)                 | 11.1 (52.0)                | 16.8 (62.2)                | 17.9 (64.2)                | 20.9 (69.6)                | 20.5 (68.9)                | 16.6 (61.9)                | 13.3 (55.9)                | 8.2 (46.8)                 | 5.0 (41.0)                 | 4.6 (40.3)                 |
| الهطول مم (إنش)                                               | 30 (1.2)                   | 32 (1.3)                   | 48 (1.9)                   | 98 (3.9)                   | 186 (7.3)                  | 307 (12.1)                 | 373 (14.7)                 | 536 (21.1)                 | 346 (13.6)                 | 171 (6.7)                  | 55 (2.2)                   | 18 (0.7)                   | 2٬200 (86.6)               |
| متوسط أيام هطول الأمطار                                       | 7.4                        | 11.5                       | 14.1                       | 11.6                       | 11.4                       | 14.8                       | 15.7                       | 18.2                       | 13.2                       | 9.2                        | 5.7                        | 5.3                        | 138.0                      |
| متوسط الرطوبة النسبية (%)                                     | 81.3                       | 85.8                       | 88.1                       | 86.9                       | 83.2                       | 83.9                       | 83.6                       | 85.3                       | 82.1                       | 78.7                       | 76.8                       | 77.1                       | 82.7                       |
| ساعات سطوع الشمس الشهرية                                      | 49                         | 50                         | 49                         | 107                        | 140                        | 161                        | 190                        | 160                        | 186                        | 189                        | 154                        | 122                        | 1٬557                      |
| المصدر: Vietnam Institute for Building Science and Technology |                            |                            |                            |                            |                            |                            |                            |                            |                            |                            |                            |                            |                            |